# 阿卡隆 (堪薩斯州)
阿卡隆（英語：Arkalon）是位於美國堪薩斯州蘇厄德縣的一個鬼鎮。

## 地理
阿卡隆所處的海拔為高於海平面798米（即2618英呎），而該地所採用的時區為UTC-6，即北美中部時區（CST）。同時該地設有夏令時間，為UTC-6調快一小時，即UTC-5（CDT）。